# Hermann Heinrich Grafe

Hermann Heinrich Grafe in jungen Jahren

Hermann Heinrich Grafe (* 3. Februar 1818 in Palsterkamp, heute Bad Rothenfelde; † 25. Dezember 1869 in Elberfeld) war der Gründer der ersten Freien evangelischen Gemeinde in Deutschland, Laientheologe und Kirchenliederdichter.

## Leben

### Jugendjahre
Grafe wurde in der alten Mühle am Palsterkamp am Teutoburger Wald geboren. Sein Geburtsort gehörte damals zum Gebiet der Stadt Dissen, heute zur Gemeinde Bad Rothenfelde. Er absolvierte eine kaufmännische Lehre in Duisburg und erlebte 1834 eine innere Bekehrung zum christlichen Glauben. Ursache dafür war nach seiner eigenen Aussage ein intensives Bibelstudium. Später schrieb er in sein Tagebuch: „Ich habe den Schlüssel zu meinem ganzen Leben gefunden, weil ich Christus gefunden habe.“ Persönliche Bekehrung und Wiedergeburt waren fortan Themen, die für Grafe zur Substanz des Evangeliums gehörten. Durch seinen Freund Eduard Neviandt lernte er 1838 dessen Familie in Mettmann kennen, wo er seine zukünftige Ehefrau Maria Theresia Neviandt traf und die dortige pietistische Gemeinschaft besuchte. 

### Weitere Entwicklungen
1841 führte ihn seine berufliche Weiterbildung nach Lyon in Frankreich. Hier lernte er die von Adolphe Monod 1832 gegründete Eglise évangélique de Lyon (Evangelische Gemeinde) kennen. Sie hatte sich wegen der Frage, wer am Abendmahl teilnehmen dürfe, als eine von der Reformierten Kirche unabhängige Freikirche konstituiert. Mitglied dieser Gemeinde konnten nur solche werden, die sich persönlich für die Nachfolge Jesu Christi entschieden hatten. In der Nachfolge Monods, der 1836 einen Lehrstuhl in Montauban übernommen hatte, fand die Gemeinde zu einer verstärkten ekklesiologischen Ausrichtung, entwickelte eine beachtliche missionarische und soziale Aktivität und betonte die Einheit der Christen im Sinne der wenig später entstehenden Evangelischen Allianz: „Im Wesentlichen Einheit, im Unwesentlichen Freiheit, in allem Liebe“. In der Begegnung mit der Lehre und dem Leben dieser Gemeinde, besonders mit dem Bewusstwerden der freien und befreienden Gnade Gottes, wurde bei Grafe der Grundstein seiner Ekklesiologie gelegt.

### Auf der Suche nach der neutestamentlichen Gemeinde
1842 kehrte Grafe nach Deutschland zurück und nahm in Elberfeld seinen Wohnsitz, wo er mit seinem Schwager Eduard Neviandt ein seidenindustrielles Unternehmen aufbaute. Er hielt sich zunächst weiter zur örtlichen reformierten Kirchengemeinde, nahm aber gewissenshalber nicht mehr am Abendmahl teil, weil er dort „jene Gemeinschaft von Gläubigen“ vermisste, denen „allein das Abendmahl ihres Herrn gebührt“. Grafe konnte sich in der Abendmahlsfrage durchaus mit den reformierten Bekenntnissen im Einklang sehen, die – wie etwa der Heidelberger Katechismus (1563) – erklären, dass solche, „die sich in ihrem Bekenntnis und Leben als Ungläubige und Gottlose erweisen“, nicht zum Abendmahl zugelassen werden dürfen, weil „sonst der Bund Gottes geschmäht und sein Zorn über die ganze Gemeinde erregt wird“ (82. Frage). Vorübergehend übernahm Grafe dennoch eine ehrenamtliche Aufgabe als Repräsentant bzw. Diakon, kündigte aber 1846 enttäuscht seine Mitarbeit wegen einer zwangsweisen Erhebung der Kirchensteuer, die er als „unevangelisch“ bezeichnete; dem Presbyterium schrieb er, dass er unter einer „apostolisch-evangelischen Kirche“ etwas anderes verstehe, nämlich eine „Gemeinschaft von Gläubigen“. Schon 1842 hatte er aus Lyon geschrieben, dass er die Einsicht gewonnen habe, dass es „sehr verkehrt“ sei, dass „Gläubige mit Ungläubigen zum Tisch des Herrn gehen“. Er wünsche sich eine Kirche, in der nur Gläubige Mitglied seien, wie es in Lyon, Genf, Lausanne und namentlich in England der Fall sei. Grafe bezog sich damit neben dem prägenden Vorbild der angelsächsischen Freikirchen auf die im Zuge der westschweizerischen Erweckungsbewegung (Réveil) seit 1817 entstandenen freikirchlichen Gemeinden (Eglises évangéliques libres), zu deren Protagonisten Auguste Rochat und Carl von Rodt er intensive Beziehungen pflegte.
Bevor es zur Gründung einer independenten Freikirche mit einem alternativen Konzept gegenüber den Landeskirchen kam, gründete Grafe 1850 gemeinsam mit anderen „Erweckten“ eine geistliche Laienbewegung, den sogenannten Evangelischen Brüderverein (nicht zu verwechseln mit der Schweizer Bewegung, die bis 2009 den gleichen Namen trug), der angesichts der Entkirchlichung zur Zeit der Frühindustrialisierung eine starke evangelistisch-missionarische Aktivität entfaltete, die sich weit über das Wuppertal bis ins Bergische Land, in den Hunsrück, ins Siegerland und nach Hessen erstreckte und neben Erweckungen auch zu christlichen Gemeinschaftsbildungen führte. Da innerhalb des Brüdervereins zunächst keine Taufen und Abendmahlsfeiern durchgeführt wurden, kam es zum Bruch mit Carl Brockhaus, der unter dem Einfluss von John Nelson Darby mit dem Aufbau von unabhängigen christlichen Versammlungen begann und zu sonntäglichen Mahlfeiern einlud.
Bevor Grafe eine separate Gemeindegründung anging, unternahm er den Versuch, mit der seit 1850 bestehenden Barmer Baptistengemeinde auszuloten, ob eine gemeinsame Gemeinde zustande kommen könnte. Ihn leitete der Wunsch, dass die Gläubigen, die zu dem einen Leib Christi gehörten, auch zu einer äußeren, sichtbaren Gemeinde gehören sollten. Er sei mit Julius Köbner, dem damaligen Pastor der Baptisten, ganz und gar einig in der Lehre über die Taufe, in der „Anerkennung der Taufe nach oder mit dem Glauben“ und in der „Verwerfung der Kindertaufe“, aber er wünsche für jeden Christen die individuelle und freie Entscheidung in der Tauffrage, weil Gläubige nicht durch die Taufe getrennt werden dürften. Köbner ging nicht auf den Wunsch Grafes ein, wodurch es bis heute zu einer parallelen Entwicklung zweier Freikirchen kam, die in Lehre und Leben sehr nah beieinander sind. 

### Gründung der Freien evangelischen Gemeinde
Am 22. November 1854 gründete Grafe zusammen mit fünf weiteren Männern die Freie evangelische Gemeinde Elberfeld-Barmen, die sich mit ihrem Glaubensbekenntnis und ihrer Verfassung an das Genfer Vorbild der Eglise évangélique libre (1848) anlehnte und zur Keimzelle des heutigen Bundes Freier evangelischer Gemeinden (KdöR) wurde. Grafe trat mit weiteren Personen am 30. November 1854 aus der reformierten Gemeinde Elberfeld aus. In ihrem Austrittsschreiben begründeten sie ihren Schritt damit, dass es nicht um zeitweilige Übelstände oder mangelhafte Praxis in der Kirche gehe, sondern „um die Grundlage der bestehenden Volkskirche“. Da sie von der Notwendigkeit des persönlichen Glaubens überzeugt seien, um Jesus Christus anzugehören, fühlten sie sich in ihrem Gewissen gebunden, „diesen großen evangelischen Grundsatz nicht nur mit dem Munde zu bekennen, sondern auch mit der Tat zu bewahrheiten“, dass der persönliche Glaube an Christus auch Grundlage für die Zugehörigkeit zur Gemeinde sei. Es ging ihnen um die Darstellung der sichtbaren Kirche, die mit der unsichtbaren möglichst deckungsgleich sein solle, denn wenn die „unsichtbare Kirche“ aus allen denjenigen bestehe, die von Herzen glauben, dann solle auch die „sichtbare Kirche“, also die Gemeinden am Ort, nur aus solchen bestehen, die ihren Glauben mit ihrem Mund und ihrem Leben wirklich bekennen. Die Gemeindegründer verstanden ihre Separation und die Bildung einer dissidenten Gemeinde als einen „Act des Gewissens“ und keineswegs als Sektiererei. Sie versicherten, dass sie sich bei aller Kritik an der „verfallenen Landes- oder Staatskirche“, bei der durch die Signatur des Jahres 1848 erhebliche Schäden offenbar geworden waren, mit allen „Gliedern des Leibes Christi“ in allen Kirchen „aufs innigste verbunden“ fühlten. 
Bis zu seinem Tod 1869 übte Grafe entscheidenden Einfluss in der Gemeinde aus, in der er einige Jahre auch als leitender Ältester fungierte. „Leitendes Motiv des Denkens und Handelns Grafes war die alle Kirchengrenzen überspringende Einheit der Kinder Gottes, die auch durch die eigene Gemeindegründung nicht in Frage gestellt war. Er strebte eine allseitig offene Allianzgemeinde an, zu deren Abendmahl jedes Glied des Leibes Christi Zutritt hatte.“
Nachdem an weiteren Orten freie Abendmahlsgemeinschaften und unabhängige Gemeinden entstanden waren, kam es 1874 mit 22 bekenntnisverwandten Gemeinden unter Beibehaltung ihrer Autonomie zur Bildung des später so benannten Bundes Freier evangelischer Gemeinden.
1855 hatte Grafe den Theologen Heinrich Neviandt, einen Bruder seiner Frau, gewinnen können, sein Vikariat in der Landeskirche aufzugeben und Prediger der Freien evangelischen Gemeinde zu werden. Ein Sohn Grafes mit Namen Eduard studierte Theologie, wurde Professor an der Bonner Theologischen Fakultät und ging als „liberaler“ Theologe in die Geschichte ein.
Neben Beruf und Gemeindearbeit engagierte sich Grafe auf der Ebene der gesellschaftlichen Mitverantwortung in der Elberfelder Armenpflege, im Vorsitz des Direktoriums des Städtischen Waisenhauses in Elberfeld und mit der Gründung einer „Stadtmission“ im Wuppertal, die sich Arbeitern, Alleinstehenden, Armen, Kindern und Familien widmete.
Die letzten Lebensjahre Grafes waren durch häufige Krankheiten überschattet, die zu seinem frühen Tod führten. Sein Grab befindet sich auf dem Freikirchlichen Friedhof Wuppertal.

## Spiritualität
Grafe hatte sich intensiv autodidaktisch mit klassischer, geschichtlicher, theologischer und erbaulicher Literatur gebildet. Neben den biblischen Sprachen Griechisch und Hebräisch hatte er Latein, Englisch und vor allem Französisch gelernt, was seinen mehrmaligen Reisen in die Schweiz und Frankreich zugutekam. Zwischen 1851 und 1865 schrieb er acht Tagebücher, die er programmatisch mit „Lebenszeichen oder Selbststudien“ überschrieb und deren Zweck er als „Selbstübung meines Geistes zur Selbsterkenntnis und Selbstentwicklung“ bezeichnete. Sie vermitteln Einblicke in sein inneres Leben, seine theologischen, philosophischen und psychologischen Gedanken, seine Glaubenskämpfe und seine dichterischen und lyrischen Begabungen. Letztere zeigten sich in Dichtungen, die als Gemeindelieder bekannt wurden.
Grafes Glaubensüberzeugungen waren durch verschiedene Einflüsse geprägt. Er sagte über sich selbst: „In der Heilslehre bin ich reformiert, in der Gemeindeverfassung independent und im Leben ein Pietist.“ Ebenfalls nicht unerheblich dürfte der Einfluss der Mystik Gerhard Tersteegens gewesen sein. Zwar hatte Grafe theologische Bedenken gegen die Mystik angemeldet, doch finden sich in seinen Tagebüchern Ausführungen mit deutlicher Nähe zur Christusmystik Tersteegens. Diese Nähe Grafes und der von ihm initiierten Organisationen und Gemeinden zu Teerstegens Spiritualität wird auch darin erkennbar, dass die von Tersteegen als Sammelpunkt der Stillen im Lande eingerichtete „Pilgerhütte“ in Heiligenhaus bei Velbert etwa hundert Jahre nach ihrem Beginn an Grafe und den Evangelischen Brüderverein übertragen wurde. Die Verantwortlichen hatten offensichtlich den Eindruck, dass der Brüderverein die Einrichtung im Sinne ihres Stifters fortführen würde.